# Liste der Nummer-eins-Hits in Deutschland (2020)
Dies ist eine Liste der Nummer-eins-Hits in Deutschland im Jahr 2020. Die Single- und Albumcharts werden von GfK Entertainment wöchentlich zusammengestellt. Sie berücksichtigen den Verkauf von Tonträgern und Downloads sowie bezahltes Streaming.

## Singles
| ← 2019 ← | Liste der Nummer-eins-Hits in Deutschland | Liste der Nummer-eins-Hits in Deutschland | Liste der Nummer-eins-Hits in Deutschland | 2021 → |
| \| Zeitraum \| Wo. ges. \| Interpret \| Titel Autor(en) \| Zusätzliche Informationen \| \| (Zeitraum, Wochen auf Platz eins, Interpret, Titel, Autor[en], zusätzliche Informationen) \| \| \| \| \| \| ----------------------------------------------------------------------------------------- \| -------- \| ----------------------------- \| ---------------------------------------------------------------------------------------------------------------------------------------------------------------------------------- \| ----------------------------------------------------------------------------------------------------------------------------------------------------------------------------------------------------------------------------------------------------------------------------------------------------------------------------------------------------------------------------------------------------------------------------------------------------------------------------------------------------------------------------------------------------------------------------------------------------------------------------------------------------------------------------------------------------------------------------------------------------------------------------------------------------------------------------------------------------------- \| \| 27. Dezember 2019 – 2. Januar 2020 1 Woche (insgesamt 21) \| 21 \| Mariah Carey \| All I Want for Christmas Is You Walter N. Afanasieff, Mariah Carey \| 71 Wochen nach erstmaligem Charteinstieg und über 25 Jahre nach Erstveröffentlichung erreicht das Weihnachtslied erstmals Nummer eins in Deutschland. Carey steht damit zum zweiten Mal an der Spitze der deutschen Singlecharts nach 1994 mit dem Lied Without You. \| \| 3. Januar 2020 – 9. Januar 2020 1 Woche (insgesamt 10) \| 10 \| Tones and I \| Dance Monkey Toni Watson \| – \| \| 10. Januar 2020 – 23. Januar 2020 2 Wochen (insgesamt 10) \| 10 \| The Weeknd \| Blinding Lights Ahmad Balshe, Oscar Thomas Holter, Martin Karl Sandberg, Jason Matthew Quenneville, Abel Tesfaye \| Knapp sechs Jahre nach seinem Chartdebüt in Deutschland schafft es der kanadische Sänger das erste Mal die Spitze der deutschen Singlecharts. 24 Jahre nach seinem ersten Nummer-eins-Erfolg Quit Playing Games (With My Heart) (Backstreet Boys) erreicht Max Martin zum zehnten Mal die Spitzenposition der deutschen Singlecharts als Autor. \| \| 24. Januar 2020 – 6. Februar 2020 2 Wochen \| 2 \| Juju & Loredana \| Kein Wort Joshua Allery, Laurin Auth, Christoph Bauss, Tim Friedrich, Jan Krouzilek, Philipp Rodrian, Luca Starz, Judith Wessendorf, Loridana Zefi \| Mit der Zusammenarbeit haben die beiden Rapperinnen ihren dritten bzw. zweiten Nummer-eins-Erfolg. Das Autoren- und Produzentenduo Miksu/Macloud steht insgesamt zum vierten Mal auf Platz eins. Mit 2,06 Millionen Streamingabrufen am Veröffentlichungstag ist der Song zudem der meistgestreamte Song eines weiblichen Acts an einem Tag.[1] \| \| 7. Februar 2020 – 13. Februar 2020 1 Woche \| 1 \| Joker Bra & Vize \| Baby Vladislav Balovatsky, Vitali Zestovskih, Leonie Burger \| Der Rekord-Rapper steht zum ersten Mal unter seinem Alias Joker Bra an der Spitze, insgesamt erzielt er seinen 20. Nummer-eins-Hit in den deutschen Singlecharts. Für das Produzenten-Duo Vize ist es die erste Nummer-eins-Platzierung. \| \| 14. Februar 2020 – 12. März 2020 4 Wochen (insgesamt 10) \| 10 \| The Weeknd \| Blinding Lights Ahmad Balshe, Oscar Thomas Holter, Martin Karl Sandberg, Jason Matthew Quenneville, Abel Tesfaye \| – \| \| 13. März 2020 – 19. März 2020 1 Woche \| 1 \| Loredana feat. Rymez \| Angst Musik: Rodney Kumbirayi Hwingwiri, Daecolm Diego Holland, Joshua Allery, Laurin Auth; Text: Ghassan Rawlami, Loredana Zefi \| Die Single verhilft Loredana zum dritten Mal zu Platz eins in den deutschen Singlecharts. Das Produzenten-Duo Miksu und Macloud erreicht zum fünften Mal die Spitzenposition. Für den Dresdner Rapper Zuna, der als Mitautor in Erscheinung tritt, ist es die erste Nummer-eins-Platzierung in den Singlecharts überhaupt. Erstmals in der Chartgeschichte seit 1959 entstanden die Top 100 ausschließlich digital (Verkäufe und Streaming): In dieser Chartwoche sind keine physischen Verkäufe für Singles verzeichnet worden.[2] \| \| 20. März 2020 – 2. April 2020 2 Wochen (insgesamt 10) \| 10 \| The Weeknd \| Blinding Lights Ahmad Balshe, Oscar Thomas Holter, Martin Karl Sandberg, Jason Matthew Quenneville, Abel Tesfaye \| – \| \| 3. April 2020 – 9. April 2020 1 Woche \| 1 \| Loredana & Zuna \| Du bist mein Ghassan Rawlami, Jonathan Bryan Thiel, Serrano M. Gaddum, Loredana Zefi \| Die Schweizer Rapperin steigt zum dritten Mal in Folge direkt auf Platz eins der deutschen Singlecharts ein. Für Zuna ist es als Interpret der erste Nummer-eins-Hit, als Autor nach Angst drei Wochen zuvor der zweite. Mit dem Produzenten und Mitautor SRNO alias Serrano Gaddum ist seit langer Zeit wieder ein niederländischer Musiker an einem Nummer-eins-Song beteiligt. \| \| 10. April 2020 – 16. April 2020 1 Woche \| 1 \| Ramon Roselly \| Eine Nacht Dieter Bohlen \| Nach drei Jahren Unterbrechung erreicht wieder ein Siegersong des TV-Formats DSDS Platz eins in den deutschen Singlecharts. Damit ist er der 12. Gewinner der Castingshow, dem das gelungen ist. Dieter Bohlen steht als Autor des Liedes zum 23. Mal an der Spitze der Charts. \| \| 17. April 2020 – 30. April 2020 2 Wochen (insgesamt 10) \| 10 \| The Weeknd \| Blinding Lights Ahmad Balshe, Oscar Thomas Holter, Martin Karl Sandberg, Jason Matthew Quenneville, Abel Tesfaye \| – \| \| 1. Mai 2020 – 7. Mai 2020 1 Woche \| 1 \| Shirin David \| 90-60-111 Melvin Schmitz, Marcel Uhde, Barbara Shirin Davidavičius, Bojan Ivetic \| Mit der ersten Singleauskopplung seit der Veröffentlichung ihres Debütalbums im September 2019 erreicht die Künstlerin ihren zweiten Nummer-eins-Hit in den deutschen Singlecharts. \| \| 8. Mai 2020 – 14. Mai 2020 1 Woche \| 1 \| Capital Bra & Loredana \| Nicht verdient Musik: Konstantin Scherer, Vincent Stein, Bujar Malaj; Text: Vladislav Balovatsky, Ghassan Rawlami, Loredana Zefi \| Bereits zuvor Stammgäste auf dem ersten Platz der deutschen Singlecharts, erreichen beide Rapper erstmals als Kollaborationspartner die Spitze. Capital Bra schafft bereits zum 21. Mal den Sprung auf Platz eins, Loredana zum fünften Mal. Für das Produzententeam Beatzarre & Djorkaeff ist es der 13. Nummer-eins-Hit. \| \| 15. Mai 2020 – 28. Mai 2020 2 Wochen \| 2 \| Apache 207 \| Fame Musik: Jennifer Atswei Akpor Allendörfer, Luís-Florentino Cruz; Text: Volkan Yaman \| Nach einigen Monaten Pause kehrt der Rapper zurück und erreicht zum dritten Mal die Spitze der deutschen Singlecharts. \| \| 29. Mai 2020 – 4. Juni 2020 1 Woche \| 1 \| Bonez MC \| Roadrunner Musik: David Kraft, Tim Wilke; Text: Johann Lorenz Moser \| Der Hamburger Rapper erzielt seinen ersten Nummer-eins-Hit als Solokünstler, insgesamt ist es bereits sein drittes Mal auf Platz eins der deutschen Singlecharts. Die Produzenten David Kraft, Tim Wilke alias The Cratez erreichen ihr zehntes Nummer-eins-Lied. \| \| 5. Juni 2020 – 11. Juni 2020 1 Woche \| 1 \| AK Ausserkontrolle & Bonez MC \| In meinem Benz Musik: Sonu Lal, Eldin Mukovic, Maurice Morgenstern; Text: Johann Lorenz Moser, Davut Altundal \| Während der Berliner Rapper AK Ausserkontrolle zum ersten Mal überhaupt die Spitze der deutschen Singlecharts erreicht, löst sich Bonez MC selbst auf Platz eins ab und belegt diesen zum vierten Mal. \| \| 12. Juni 2020 – 18. Juni 2020 1 Woche \| 1 \| Apache 207 \| Boot Musik: Andreas Janetschko; Text: Volkan Yaman \| Nur wenige Wochen nach seiner letzten Nummer-eins-Platzierung erreicht der Künstler seinen vierten Nummer-eins-Hit. Für den Wiener Produzenten DJ Stickle ist es das erste Mal an der Spitze der deutschen Singlecharts. \| \| 19. Juni 2020 – 25. Juni 2020 1 Woche \| 1 \| Ufo361 \| Emotions Musik: David Kraft, Tim Wilke, Ufuk Bayrakter, Sonu Lal; Text: Ufuk Bayrakter \| Bereits im Mai 2020 erreichte der Rapper mit dem Lied Platz zwei der deutschen Singlecharts. Die Veröffentlichung von Emotions 2.0 mit der deutschen Rapperin Céline verhilft dem Lied schließlich zu Platz eins. Für den Berliner Rapper ist es der erste Nummer-eins-Hit als Solokünstler und der dritte insgesamt. Dem Produzententeam The Cratez gelingt seine elfte Nummer-eins-Platzierung. \| \| 26. Juni 2020 – 2. Juli 2020 1 Woche \| 1 \| Bonez MC \| Big Body Benz Musik: David Kraft, Tim Wilke; Text: Johann Lorenz Moser \| Mit der dritten Single in Folge erreicht der Rapper die Spitze der deutschen Singlecharts, insgesamt steht er zum fünften Mal auf Platz eins. Das Produzententeam The Cratez löst sich als Produzent und Autor bereits zum zweiten Mal selbst von Nummer eins ab und steigt zum zwölften Mal auf Platz eins ein. \| \| 3. Juli 2020 – 9. Juli 2020 1 Woche \| 1 \| The Rolling Stones \| Living in a Ghost Town Michael Phillip Jagger, Keith Richards \| Nachdem das Lied bereits im April 2020 Position 22 der Charts erreicht hat, können sich die britischen Rock-Urgesteine durch die Veröffentlichung von Vinyl-Singles mehr als zwei Monate nach Veröffentlichung letztlich auf Platz eins positionieren. Für die Stones ist es der siebte Nummer-eins-Hit in den deutschen Singlecharts sowie die erste Nummer-eins-Platzierung seit ihrem Lied Jumpin’ Jack Flash im Jahre 1968. Somit kehrt die Band das erste Mal seit über 52 Jahren und 55 Jahre nach ihrer ersten Nummer-eins-Platzierung an die Spitze der Singlecharts zurück. Nie zuvor ist es einem Künstler gelungen, nach einem so langen Zeitraum auf Platz eins zurückzukehren; der Zeitabstand ist mehr als doppelt so lang wie der der vorherigen Rekordhalterin Mariah Carey mit 25 Jahren. \| \| 10. Juli 2020 – 30. Juli 2020 3 Wochen \| 3 \| Apache 207 \| Bläulich Musik: Melvin Schmitz, Marcel Uhde; Text: Volkan Yaman \| Auch die vierte Singleauskopplung aus seinem Debütalbum Treppenhaus erreicht die Spitze der deutschen Singlecharts. Für den Künstler ist es die fünfte Nummer-eins-Platzierung, die dritte in Folge. Die Koautoren Schmitz (Young Mesh) und Uhde (Juh-Dee) erzielen nach 90-60-111 ihren zweiten Nummer-eins-Hit in diesem Jahr. \| \| 31. Juli 2020 – 6. August 2020 1 Woche \| 1 \| Apache 207 \| Unterwegs Musik: Kai Kotucz, Marcel Uhde; Text: Volkan Yaman \| Mit der fünften Singleauskopplung aus seinem Debütalbum löst sich der Rapper selbst als Interpret und Autor von der Spitze der deutschen Singlecharts ab und erreicht seine sechste Nummer-eins-Platzierung, die vierte in Folge. Auch Produzent Juh-Dee löst sich selbst als Autor und Produzent von der Chartspitze ab und erzielt dabei seinen dritten Nummer-eins-Hit. \| \| 7. August 2020 – 13. August 2020 1 Woche \| 1 \| Apache 207 \| Sie ruft Musik: Jennifer Atswei Akpor Allendörfer, Luís-Florentino Cruz; Text: Volkan Yaman \| Das erste Mal in der Geschichte der offiziellen deutschen Charts gelingt es einem Künstler, sich selbst zweimal in Folge von der Spitze der Singlecharts abzulösen. Somit steht Apache 207 fünf Wochen in Folge mit drei unterschiedlichen Titeln auf Platz eins der Singlecharts. Zusätzlich schafft er es mit seinem Debütalbum Treppenhaus in derselben Woche auf Platz eins der Albumcharts. Der Künstler erreicht insgesamt zum siebten Mal Platz eins in den deutschen Singlecharts. Für die Co-Autoren und Produzenten Suena und Lucry ist es jeweils die dritte Nummer-eins-Platzierung. Der Titel ist zudem der erste Nummer-eins-Hit in Deutschland, der nicht als Single erschien, sondern lediglich aufgrund hoher Anzahl an Streaming-Abrufen und Downloads im Zusammenhang mit dem dazugehörigen Album den Sprung an die Chartspitze schafft. \| \| 14. August 2020 – 27. August 2020 2 Wochen \| 2 \| Jawsh 685 & Jason Derulo \| Savage Love (Laxed – Siren Beat) Jacob Kasher Hindlin, Jason Joel Desrouleaux, Philippe Henri Greiss, Joshua Christian Nanai \| Nachdem das Lied bereits sieben Wochen in den Top 10 verbracht hat, erreicht es schließlich die Spitze der deutschen Singlecharts. Erst acht Tage zuvor wurde Savage Love von der GfK Entertainment zum offiziellen Sommerhit 2020 ernannt.[3] Der neuseeländische Produzent Jawsh 685 steht damit zum ersten Mal an der Spitze der deutschen Charts, für Jason Derulo ist es nach Talk Dirty aus dem Jahr 2013 der zweite Nummer-eins-Hit. \| \| 28. August 2020 – 3. September 2020 1 Woche \| 1 \| Capital Bra feat. Cro \| Frühstück in Paris Musik: Jan Philipp Bednorz, Vincent Stein, Konstantin Scherer, Text: Vladislav Balovatsky, Carlo Waibel \| Beide Künstler zusammen konnten bis dahin bereits 25 Nummer-eins-Hits verbuchen, diesmal gelingt es ihnen als Kollaborationspartner. Für Capital Bra ist es das 22. Mal, für Cro das fünfte Mal an der Spitze. Cro war zuletzt 2015 mit Bye Bye erfolgreich gewesen. Das Produzententeam Beatzarre & Djorkaeff steht zum 14. Mal an der Spitze der deutschen Singlecharts. \| \| 4. September 2020 – 10. September 2020 1 Woche \| 1 \| KitschKrieg feat. Jamule \| Unterwegs Christoph Erkes, Christian Yun-Song Meyerholz, Nicole Schettler, Jamal Manuel Issa Serrano, Thomas DeCarlo Callaway, Pierre Baigorry, Jérôme Bugnon, Frank Allessa Dellé \| Das Produzententeam KitschKrieg erreicht nach Standard aus dem Jahr 2018 ihren zweiten Nummer-eins-Hit in den deutschen Singlecharts. Für Rapper Jamule ist es die erste Nummer-eins-Platzierung. Da der Refrain von Unterwegs an das Lied Aufstehn! von Seeed aus dem Jahr 2005 angelehnt ist, erreichten die Interpreten Pierre Baigorry (Peter Fox) und Dellé erstmals die Chartspitze als Autoren. \| \| 11. September 2020 – 17. September 2020 1 Woche \| 1 \| Bonez MC \| Fuckst mich nur ab Musik: David Kraft, Tim Wilke, Mohamad Hoteit; Text: Johann Lorenz Moser \| Der Hamburger Rapper erreicht seine insgesamt sechste Nummer-eins-Platzierung und seine vierte allein im Jahr 2020. Für das Produzententeam The Cratez ist es ebenfalls die Vierte im Jahr 2020 und insgesamt das 13. Mal und für den Produzenten The Royals das erste Mal auf Position eins der deutschen Singlecharts. \| \| 18. September 2020 – 8. Oktober 2020 3 Wochen (insgesamt 5) \| 5 \| 24kGoldn feat. Iann Dior \| Mood Keegan C. Bach, Omer Fedi, Golden Landis von Jones, Michael Olmo, Blake Slatkin \| Für die beiden US-amerikanischen Musiker ist es nicht nur der jeweils erste Nummer-eins-Hit in den deutschen Singlecharts, sondern die erste Chartplatzierung in Deutschland überhaupt. \| \| 9. Oktober 2020 – 15. Oktober 2020 1 Woche \| 1 \| Samra \| Rohdiamant ٢٠٢٠ Vincent Stein, Konstantin Scherer, Bujar Malaj, Konstantinos Tzikas, Hussein Akkouche \| Mit der Single steht der Rapper zum ersten Mal seit der Veröffentlichung von Harami im April 2019 als Solokünstler an der Spitze der deutschen Singlecharts. Insgesamt erzielt er bereits seine elfte Nummer-eins-Platzierung. Für die Produzenten Beatzarre und Djorkaeff ist es das 15. Mal, für Greckoe das vierte Mal und für Bujar Malaj alias BuJaa Beats das zweite Mal auf Platz eins der Singlecharts. \| \| 16. Oktober 2020 – 22. Oktober 2020 1 Woche \| 1 \| Die Ärzte \| True Romance Farin Urlaub \| Mit der zweiten Singleauskopplung ihres 14. Studioalbums Hell erreicht die Rock-Band ihren insgesamt fünften Nummer-eins-Hit. Für das Trio ist es das erste Mal an der Spitze der deutschen Singlecharts seit 2015. \| \| 23. Oktober 2020 – 29. Oktober 2020 1 Woche (insgesamt 5) \| 5 \| 24kGoldn feat. Iann Dior \| Mood Keegan C. Bach, Omer Fedi, Golden Landis von Jones, Michael Olmo, Blake Slatkin \| – \| \| 30. Oktober 2020 – 19. November 2020 3 Wochen \| 3 \| Bonez MC \| Angeklagt Musik: Fabian Schreiber, David Kraft, Tim Wilke; Text: Johann Lorenz Moser \| Bereits zum fünften Mal im Jahr 2020 platziert sich der Rapper auf Platz eins der deutschen Singlecharts, insgesamt bereits zum siebten Mal. Das Produzenten-Duo The Cratez erreicht seinen 14. Nummer-eins-Hit und den fünften im Jahr 2020, während Produzent Bafani alias Fabian Schreiber seine erste Nummer-eins-Platzierung überhaupt verbuchen kann. \| \| 20. November 2020 – 26. November 2020 1 Woche \| 1 \| Samra \| Kennst du das ?! Musik: Vincent Stein, Konstantin Scherer; Text: Hussein Akkouche, Konstantinos Tzikas \| Zum zwölften Mal belegt der Rapper die Spitze der deutschen Singlecharts und zieht somit an den Beatles vorbei. Nur Capital Bra konnte sich noch öfter auf Platz eins der Singlecharts platzieren. Für den Produzenten Greckoe ist es die fünfte, für das Produzenten-Team Beatzarre und Djorkaeff die 16. Nummer-eins-Platzierung. \| \| 27. November 2020 – 3. Dezember 2020 1 Woche (insgesamt 5) \| 5 \| 24kGoldn feat. Iann Dior \| Mood Keegan C. Bach, Omer Fedi, Golden Landis von Jones, Michael Olmo, Blake Slatkin \| – \| \| 4. Dezember 2020 – 7. Januar 2021 5 Wochen (insgesamt 21) \| 21 \| Mariah Carey \| All I Want for Christmas Is You Walter N. Afanasieff, Mariah Carey \| Nachdem der Song zum vorigen Jahreswechsel zum ersten Mal auf dem Spitzenplatz stand, kehrt er nun bereits drei Wochen vor Heiligabend dorthin zurück. \| |                                           |                                           | | |
| ← 2019 |                                           |                                           | | → 2021 → |
| Zeitraum | Wo. ges.                                  | Interpret                                 | Titel Autor(en) | Zusätzliche Informationen |
| (Zeitraum, Wochen auf Platz eins, Interpret, Titel, Autor[en], zusätzliche Informationen) |                                           |                                           | | |
| 27. Dezember 2019 – 2. Januar 2020 1 Woche (insgesamt 21) | 21                                        | Mariah Carey                              | All I Want for Christmas Is You Walter N. Afanasieff, Mariah Carey | 71 Wochen nach erstmaligem Charteinstieg und über 25 Jahre nach Erstveröffentlichung erreicht das Weihnachtslied erstmals Nummer eins in Deutschland. Carey steht damit zum zweiten Mal an der Spitze der deutschen Singlecharts nach 1994 mit dem Lied Without You. |
| 3. Januar 2020 – 9. Januar 2020 1 Woche (insgesamt 10) | 10                                        | Tones and I                               | Dance Monkey Toni Watson | – |
| 10. Januar 2020 – 23. Januar 2020 2 Wochen (insgesamt 10) | 10                                        | The Weeknd                                | Blinding Lights Ahmad Balshe, Oscar Thomas Holter, Martin Karl Sandberg, Jason Matthew Quenneville, Abel Tesfaye                                                                   | Knapp sechs Jahre nach seinem Chartdebüt in Deutschland schafft es der kanadische Sänger das erste Mal die Spitze der deutschen Singlecharts. 24 Jahre nach seinem ersten Nummer-eins-Erfolg Quit Playing Games (With My Heart) (Backstreet Boys) erreicht Max Martin zum zehnten Mal die Spitzenposition der deutschen Singlecharts als Autor. |
| 24. Januar 2020 – 6. Februar 2020 2 Wochen | 2                                         | Juju & Loredana                           | Kein Wort Joshua Allery, Laurin Auth, Christoph Bauss, Tim Friedrich, Jan Krouzilek, Philipp Rodrian, Luca Starz, Judith Wessendorf, Loridana Zefi                                 | Mit der Zusammenarbeit haben die beiden Rapperinnen ihren dritten bzw. zweiten Nummer-eins-Erfolg. Das Autoren- und Produzentenduo Miksu/Macloud steht insgesamt zum vierten Mal auf Platz eins. Mit 2,06 Millionen Streamingabrufen am Veröffentlichungstag ist der Song zudem der meistgestreamte Song eines weiblichen Acts an einem Tag. |
| 7. Februar 2020 – 13. Februar 2020 1 Woche | 1                                         | Joker Bra & Vize                          | Baby Vladislav Balovatsky, Vitali Zestovskih, Leonie Burger | Der Rekord-Rapper steht zum ersten Mal unter seinem Alias Joker Bra an der Spitze, insgesamt erzielt er seinen 20. Nummer-eins-Hit in den deutschen Singlecharts. Für das Produzenten-Duo Vize ist es die erste Nummer-eins-Platzierung. |
| 14. Februar 2020 – 12. März 2020 4 Wochen (insgesamt 10) | 10                                        | The Weeknd                                | Blinding Lights Ahmad Balshe, Oscar Thomas Holter, Martin Karl Sandberg, Jason Matthew Quenneville, Abel Tesfaye                                                                   | – |
| 13. März 2020 – 19. März 2020 1 Woche | 1                                         | Loredana feat. Rymez                      | Angst Musik: Rodney Kumbirayi Hwingwiri, Daecolm Diego Holland, Joshua Allery, Laurin Auth; Text: Ghassan Rawlami, Loredana Zefi                                                   | Die Single verhilft Loredana zum dritten Mal zu Platz eins in den deutschen Singlecharts. Das Produzenten-Duo Miksu und Macloud erreicht zum fünften Mal die Spitzenposition. Für den Dresdner Rapper Zuna, der als Mitautor in Erscheinung tritt, ist es die erste Nummer-eins-Platzierung in den Singlecharts überhaupt. Erstmals in der Chartgeschichte seit 1959 entstanden die Top 100 ausschließlich digital (Verkäufe und Streaming): In dieser Chartwoche sind keine physischen Verkäufe für Singles verzeichnet worden. |
| 20. März 2020 – 2. April 2020 2 Wochen (insgesamt 10) | 10                                        | The Weeknd                                | Blinding Lights Ahmad Balshe, Oscar Thomas Holter, Martin Karl Sandberg, Jason Matthew Quenneville, Abel Tesfaye                                                                   | – |
| 3. April 2020 – 9. April 2020 1 Woche | 1                                         | Loredana & Zuna                           | Du bist mein Ghassan Rawlami, Jonathan Bryan Thiel, Serrano M. Gaddum, Loredana Zefi                                                                                               | Die Schweizer Rapperin steigt zum dritten Mal in Folge direkt auf Platz eins der deutschen Singlecharts ein. Für Zuna ist es als Interpret der erste Nummer-eins-Hit, als Autor nach Angst drei Wochen zuvor der zweite. Mit dem Produzenten und Mitautor SRNO alias Serrano Gaddum ist seit langer Zeit wieder ein niederländischer Musiker an einem Nummer-eins-Song beteiligt. |
| 10. April 2020 – 16. April 2020 1 Woche | 1                                         | Ramon Roselly                             | Eine Nacht Dieter Bohlen | Nach drei Jahren Unterbrechung erreicht wieder ein Siegersong des TV-Formats DSDS Platz eins in den deutschen Singlecharts. Damit ist er der 12. Gewinner der Castingshow, dem das gelungen ist. Dieter Bohlen steht als Autor des Liedes zum 23. Mal an der Spitze der Charts. |
| 17. April 2020 – 30. April 2020 2 Wochen (insgesamt 10) | 10                                        | The Weeknd                                | Blinding Lights Ahmad Balshe, Oscar Thomas Holter, Martin Karl Sandberg, Jason Matthew Quenneville, Abel Tesfaye                                                                   | – |
| 1. Mai 2020 – 7. Mai 2020 1 Woche | 1                                         | Shirin David                              | 90-60-111 Melvin Schmitz, Marcel Uhde, Barbara Shirin Davidavičius, Bojan Ivetic                                                                                                   | Mit der ersten Singleauskopplung seit der Veröffentlichung ihres Debütalbums im September 2019 erreicht die Künstlerin ihren zweiten Nummer-eins-Hit in den deutschen Singlecharts. |
| 8. Mai 2020 – 14. Mai 2020 1 Woche | 1                                         | Capital Bra & Loredana                    | Nicht verdient Musik: Konstantin Scherer, Vincent Stein, Bujar Malaj; Text: Vladislav Balovatsky, Ghassan Rawlami, Loredana Zefi                                                   | Bereits zuvor Stammgäste auf dem ersten Platz der deutschen Singlecharts, erreichen beide Rapper erstmals als Kollaborationspartner die Spitze. Capital Bra schafft bereits zum 21. Mal den Sprung auf Platz eins, Loredana zum fünften Mal. Für das Produzententeam Beatzarre & Djorkaeff ist es der 13. Nummer-eins-Hit. |
| 15. Mai 2020 – 28. Mai 2020 2 Wochen | 2                                         | Apache 207                                | Fame Musik: Jennifer Atswei Akpor Allendörfer, Luís-Florentino Cruz; Text: Volkan Yaman                                                                                            | Nach einigen Monaten Pause kehrt der Rapper zurück und erreicht zum dritten Mal die Spitze der deutschen Singlecharts. |
| 29. Mai 2020 – 4. Juni 2020 1 Woche | 1                                         | Bonez MC                                  | Roadrunner Musik: David Kraft, Tim Wilke; Text: Johann Lorenz Moser | Der Hamburger Rapper erzielt seinen ersten Nummer-eins-Hit als Solokünstler, insgesamt ist es bereits sein drittes Mal auf Platz eins der deutschen Singlecharts. Die Produzenten David Kraft, Tim Wilke alias The Cratez erreichen ihr zehntes Nummer-eins-Lied. |
| 5. Juni 2020 – 11. Juni 2020 1 Woche | 1                                         | AK Ausserkontrolle & Bonez MC             | In meinem Benz Musik: Sonu Lal, Eldin Mukovic, Maurice Morgenstern; Text: Johann Lorenz Moser, Davut Altundal                                                                      | Während der Berliner Rapper AK Ausserkontrolle zum ersten Mal überhaupt die Spitze der deutschen Singlecharts erreicht, löst sich Bonez MC selbst auf Platz eins ab und belegt diesen zum vierten Mal. |
| 12. Juni 2020 – 18. Juni 2020 1 Woche | 1                                         | Apache 207                                | Boot Musik: Andreas Janetschko; Text: Volkan Yaman | Nur wenige Wochen nach seiner letzten Nummer-eins-Platzierung erreicht der Künstler seinen vierten Nummer-eins-Hit. Für den Wiener Produzenten DJ Stickle ist es das erste Mal an der Spitze der deutschen Singlecharts. |
| 19. Juni 2020 – 25. Juni 2020 1 Woche | 1                                         | Ufo361                                    | Emotions Musik: David Kraft, Tim Wilke, Ufuk Bayrakter, Sonu Lal; Text: Ufuk Bayrakter                                                                                             | Bereits im Mai 2020 erreichte der Rapper mit dem Lied Platz zwei der deutschen Singlecharts. Die Veröffentlichung von Emotions 2.0 mit der deutschen Rapperin Céline verhilft dem Lied schließlich zu Platz eins. Für den Berliner Rapper ist es der erste Nummer-eins-Hit als Solokünstler und der dritte insgesamt. Dem Produzententeam The Cratez gelingt seine elfte Nummer-eins-Platzierung. |
| 26. Juni 2020 – 2. Juli 2020 1 Woche | 1                                         | Bonez MC                                  | Big Body Benz Musik: David Kraft, Tim Wilke; Text: Johann Lorenz Moser | Mit der dritten Single in Folge erreicht der Rapper die Spitze der deutschen Singlecharts, insgesamt steht er zum fünften Mal auf Platz eins. Das Produzententeam The Cratez löst sich als Produzent und Autor bereits zum zweiten Mal selbst von Nummer eins ab und steigt zum zwölften Mal auf Platz eins ein. |
| 3. Juli 2020 – 9. Juli 2020 1 Woche | 1                                         | The Rolling Stones                        | Living in a Ghost Town Michael Phillip Jagger, Keith Richards | Nachdem das Lied bereits im April 2020 Position 22 der Charts erreicht hat, können sich die britischen Rock-Urgesteine durch die Veröffentlichung von Vinyl-Singles mehr als zwei Monate nach Veröffentlichung letztlich auf Platz eins positionieren. Für die Stones ist es der siebte Nummer-eins-Hit in den deutschen Singlecharts sowie die erste Nummer-eins-Platzierung seit ihrem Lied Jumpin’ Jack Flash im Jahre 1968. Somit kehrt die Band das erste Mal seit über 52 Jahren und 55 Jahre nach ihrer ersten Nummer-eins-Platzierung an die Spitze der Singlecharts zurück. Nie zuvor ist es einem Künstler gelungen, nach einem so langen Zeitraum auf Platz eins zurückzukehren; der Zeitabstand ist mehr als doppelt so lang wie der der vorherigen Rekordhalterin Mariah Carey mit 25 Jahren.                                                  |
| 10. Juli 2020 – 30. Juli 2020 3 Wochen | 3                                         | Apache 207                                | Bläulich Musik: Melvin Schmitz, Marcel Uhde; Text: Volkan Yaman | Auch die vierte Singleauskopplung aus seinem Debütalbum Treppenhaus erreicht die Spitze der deutschen Singlecharts. Für den Künstler ist es die fünfte Nummer-eins-Platzierung, die dritte in Folge. Die Koautoren Schmitz (Young Mesh) und Uhde (Juh-Dee) erzielen nach 90-60-111 ihren zweiten Nummer-eins-Hit in diesem Jahr. |
| 31. Juli 2020 – 6. August 2020 1 Woche | 1                                         | Apache 207                                | Unterwegs Musik: Kai Kotucz, Marcel Uhde; Text: Volkan Yaman | Mit der fünften Singleauskopplung aus seinem Debütalbum löst sich der Rapper selbst als Interpret und Autor von der Spitze der deutschen Singlecharts ab und erreicht seine sechste Nummer-eins-Platzierung, die vierte in Folge. Auch Produzent Juh-Dee löst sich selbst als Autor und Produzent von der Chartspitze ab und erzielt dabei seinen dritten Nummer-eins-Hit. |
| 7. August 2020 – 13. August 2020 1 Woche | 1                                         | Apache 207                                | Sie ruft Musik: Jennifer Atswei Akpor Allendörfer, Luís-Florentino Cruz; Text: Volkan Yaman                                                                                        | Das erste Mal in der Geschichte der offiziellen deutschen Charts gelingt es einem Künstler, sich selbst zweimal in Folge von der Spitze der Singlecharts abzulösen. Somit steht Apache 207 fünf Wochen in Folge mit drei unterschiedlichen Titeln auf Platz eins der Singlecharts. Zusätzlich schafft er es mit seinem Debütalbum Treppenhaus in derselben Woche auf Platz eins der Albumcharts. Der Künstler erreicht insgesamt zum siebten Mal Platz eins in den deutschen Singlecharts. Für die Co-Autoren und Produzenten Suena und Lucry ist es jeweils die dritte Nummer-eins-Platzierung. Der Titel ist zudem der erste Nummer-eins-Hit in Deutschland, der nicht als Single erschien, sondern lediglich aufgrund hoher Anzahl an Streaming-Abrufen und Downloads im Zusammenhang mit dem dazugehörigen Album den Sprung an die Chartspitze schafft. |
| 14. August 2020 – 27. August 2020 2 Wochen | 2                                         | Jawsh 685 & Jason Derulo                  | Savage Love (Laxed – Siren Beat) Jacob Kasher Hindlin, Jason Joel Desrouleaux, Philippe Henri Greiss, Joshua Christian Nanai                                                       | Nachdem das Lied bereits sieben Wochen in den Top 10 verbracht hat, erreicht es schließlich die Spitze der deutschen Singlecharts. Erst acht Tage zuvor wurde Savage Love von der GfK Entertainment zum offiziellen Sommerhit 2020 ernannt. Der neuseeländische Produzent Jawsh 685 steht damit zum ersten Mal an der Spitze der deutschen Charts, für Jason Derulo ist es nach Talk Dirty aus dem Jahr 2013 der zweite Nummer-eins-Hit. |
| 28. August 2020 – 3. September 2020 1 Woche | 1                                         | Capital Bra feat. Cro                     | Frühstück in Paris Musik: Jan Philipp Bednorz, Vincent Stein, Konstantin Scherer, Text: Vladislav Balovatsky, Carlo Waibel                                                         | Beide Künstler zusammen konnten bis dahin bereits 25 Nummer-eins-Hits verbuchen, diesmal gelingt es ihnen als Kollaborationspartner. Für Capital Bra ist es das 22. Mal, für Cro das fünfte Mal an der Spitze. Cro war zuletzt 2015 mit Bye Bye erfolgreich gewesen. Das Produzententeam Beatzarre & Djorkaeff steht zum 14. Mal an der Spitze der deutschen Singlecharts. |
| 4. September 2020 – 10. September 2020 1 Woche | 1                                         | KitschKrieg feat. Jamule                  | Unterwegs Christoph Erkes, Christian Yun-Song Meyerholz, Nicole Schettler, Jamal Manuel Issa Serrano, Thomas DeCarlo Callaway, Pierre Baigorry, Jérôme Bugnon, Frank Allessa Dellé | Das Produzententeam KitschKrieg erreicht nach Standard aus dem Jahr 2018 ihren zweiten Nummer-eins-Hit in den deutschen Singlecharts. Für Rapper Jamule ist es die erste Nummer-eins-Platzierung. Da der Refrain von Unterwegs an das Lied Aufstehn! von Seeed aus dem Jahr 2005 angelehnt ist, erreichten die Interpreten Pierre Baigorry (Peter Fox) und Dellé erstmals die Chartspitze als Autoren. |
| 11. September 2020 – 17. September 2020 1 Woche | 1                                         | Bonez MC                                  | Fuckst mich nur ab Musik: David Kraft, Tim Wilke, Mohamad Hoteit; Text: Johann Lorenz Moser                                                                                        | Der Hamburger Rapper erreicht seine insgesamt sechste Nummer-eins-Platzierung und seine vierte allein im Jahr 2020. Für das Produzententeam The Cratez ist es ebenfalls die Vierte im Jahr 2020 und insgesamt das 13. Mal und für den Produzenten The Royals das erste Mal auf Position eins der deutschen Singlecharts. |
| 18. September 2020 – 8. Oktober 2020 3 Wochen (insgesamt 5) | 5                                         | 24kGoldn feat. Iann Dior                  | Mood Keegan C. Bach, Omer Fedi, Golden Landis von Jones, Michael Olmo, Blake Slatkin                                                                                               | Für die beiden US-amerikanischen Musiker ist es nicht nur der jeweils erste Nummer-eins-Hit in den deutschen Singlecharts, sondern die erste Chartplatzierung in Deutschland überhaupt. |
| 9. Oktober 2020 – 15. Oktober 2020 1 Woche | 1                                         | Samra                                     | Rohdiamant ٢٠٢٠ Vincent Stein, Konstantin Scherer, Bujar Malaj, Konstantinos Tzikas, Hussein Akkouche                                                                              | Mit der Single steht der Rapper zum ersten Mal seit der Veröffentlichung von Harami im April 2019 als Solokünstler an der Spitze der deutschen Singlecharts. Insgesamt erzielt er bereits seine elfte Nummer-eins-Platzierung. Für die Produzenten Beatzarre und Djorkaeff ist es das 15. Mal, für Greckoe das vierte Mal und für Bujar Malaj alias BuJaa Beats das zweite Mal auf Platz eins der Singlecharts. |
| 16. Oktober 2020 – 22. Oktober 2020 1 Woche | 1                                         | Die Ärzte                                 | True Romance Farin Urlaub | Mit der zweiten Singleauskopplung ihres 14. Studioalbums Hell erreicht die Rock-Band ihren insgesamt fünften Nummer-eins-Hit. Für das Trio ist es das erste Mal an der Spitze der deutschen Singlecharts seit 2015. |
| 23. Oktober 2020 – 29. Oktober 2020 1 Woche (insgesamt 5) | 5                                         | 24kGoldn feat. Iann Dior                  | Mood Keegan C. Bach, Omer Fedi, Golden Landis von Jones, Michael Olmo, Blake Slatkin                                                                                               | – |
| 30. Oktober 2020 – 19. November 2020 3 Wochen | 3                                         | Bonez MC                                  | Angeklagt Musik: Fabian Schreiber, David Kraft, Tim Wilke; Text: Johann Lorenz Moser                                                                                               | Bereits zum fünften Mal im Jahr 2020 platziert sich der Rapper auf Platz eins der deutschen Singlecharts, insgesamt bereits zum siebten Mal. Das Produzenten-Duo The Cratez erreicht seinen 14. Nummer-eins-Hit und den fünften im Jahr 2020, während Produzent Bafani alias Fabian Schreiber seine erste Nummer-eins-Platzierung überhaupt verbuchen kann. |
| 20. November 2020 – 26. November 2020 1 Woche | 1                                         | Samra                                     | Kennst du das ?! Musik: Vincent Stein, Konstantin Scherer; Text: Hussein Akkouche, Konstantinos Tzikas                                                                             | Zum zwölften Mal belegt der Rapper die Spitze der deutschen Singlecharts und zieht somit an den Beatles vorbei. Nur Capital Bra konnte sich noch öfter auf Platz eins der Singlecharts platzieren. Für den Produzenten Greckoe ist es die fünfte, für das Produzenten-Team Beatzarre und Djorkaeff die 16. Nummer-eins-Platzierung. |
| 27. November 2020 – 3. Dezember 2020 1 Woche (insgesamt 5) | 5                                         | 24kGoldn feat. Iann Dior                  | Mood Keegan C. Bach, Omer Fedi, Golden Landis von Jones, Michael Olmo, Blake Slatkin                                                                                               | – |
| 4. Dezember 2020 – 7. Januar 2021 5 Wochen (insgesamt 21) | 21                                        | Mariah Carey                              | All I Want for Christmas Is You Walter N. Afanasieff, Mariah Carey | Nachdem der Song zum vorigen Jahreswechsel zum ersten Mal auf dem Spitzenplatz stand, kehrt er nun bereits drei Wochen vor Heiligabend dorthin zurück. |

## Alben
| ← 2019 ← | Liste der Nummer-eins-Alben in Deutschland | Liste der Nummer-eins-Alben in Deutschland | Liste der Nummer-eins-Alben in Deutschland                 | 2021 → |
| \| Zeitraum \| Wo. ges. \| Interpret \| Titel \| Zusätzliche Informationen \| \| (Zeitraum, Wochen auf Platz eins, Interpret, Titel, zusätzliche Informationen) \| \| \| \| \| \| ------------------------------------------------------------------------------ \| -------- \| ----------------------------------- \| ---------------------------------------------------------- \| ------------------------------------------------------------------------------------------------------------------------------------------------------------------------------------------------------------------------------------------------------------------------------------------------------------------------------------------------------------------------------------------------------------------------------ \| \| 27. Dezember 2019 – 2. Januar 2020 1 Woche \| 1 \| Bushido & Animus \| Carlo Cokxxx Nutten 4 \| Für Bushido ist es das zehnte Nummer-eins-Album, womit er seinen Vorsprung als Rapper mit den meisten Alben an der Spitze der deutschen Charts ausbaut. \| \| 3. Januar 2020 – 9. Januar 2020 1 Woche (insgesamt 2) \| 2 \| Sarah Connor \| Herz Kraft Werke \| – \| \| 10. Januar 2020 – 16. Januar 2020 1 Woche \| 1 \| Daniela Alfinito \| Liebes-Tattoo \| Genau ein Jahr nach ihrem ersten Sprung auf Platz eins feiert die Schlagersängerin ihren zweiten Nummer-eins-Erfolg in den deutschen Albumcharts. \| \| 17. Januar 2020 – 23. Januar 2020 1 Woche (insgesamt 2) \| 2 \| RAF Camora \| Zenit \| Nach der Veröffentlichung einer erweiterten Version von Zenit unter dem Titel Zenit RR erreicht das Album erneut die Chartspitze. \| \| 24. Januar 2020 – 30. Januar 2020 1 Woche \| 1 \| Katja Krasavice \| Boss Bitch \| Zeitgleich mit der Single Kein Wort von Juju und Loredana führen in dieser Woche weibliche Rap-Künstlerinnen beide Chartlisten an. Diese Konstellation gab es schon einmal in der Chartwoche vom 5. Mai 1997 mit Sabrina Setlur und der Single Du liebst mich nicht und Tic Tac Toe mit dem Album Klappe die 2te.[1] \| \| 31. Januar 2020 – 6. Februar 2020 1 Woche \| 1 \| Mono Inc. \| The Book of Fire \| – \| \| 7. Februar 2020 – 13. Februar 2020 1 Woche \| 1 \| Tarek K.I.Z \| Golem \| – \| \| 14. Februar 2020 – 20. Februar 2020 1 Woche \| 1 \| Die Amigos \| 50 Jahre: Unsere Schlager von damals \| – \| \| 21. Februar 2020 – 27. Februar 2020 1 Woche \| 1 \| Gzuz \| Gzuz \| – \| \| 28. Februar 2020 – 5. März 2020 1 Woche \| 1 \| BTS \| Map of the Soul: 7 \| Mit Map of the Soul: 7 erreicht zum ersten Mal eine asiatische Popband Platz eins in Deutschland.[4] \| \| 6. März 2020 – 19. März 2020 2 Wochen \| 2 \| Böhse Onkelz \| Böhse Onkelz \| Mit dem Album erreicht die Gruppe zum insgesamt elften Mal die Spitze der deutschen Albumcharts, wodurch sie die Hard-Rock-Band mit den meisten Nummer-eins-Alben in Deutschland ist. \| \| 20. März 2020 – 26. März 2020 1 Woche \| 1 \| Marianne Rosenberg \| Im Namen der Liebe \| In ihrer über 50-jährigen Karriere erreicht die Sängerin ihre erste Platz-eins- und Top-10-Platzierung in den deutschen Albumcharts. \| \| 27. März 2020 – 2. April 2020 1 Woche \| 1 \| Heaven Shall Burn \| Of Truth and Sacrifice \| Nach drei Alben mit Top-10-Platzierung erreichen Heaven Shall Burn mit Of Truth and Sacrifice erstmals Platz eins in den deutschen Albumcharts. \| \| 3. April 2020 – 9. April 2020 1 Woche \| 1 \| Fler \| Atlantis \| Für den Rapper ist es das insgesamt fünfte Nummer-eins-Album. \| \| 10. April 2020 – 16. April 2020 1 Woche \| 1 \| The Kelly Family \| 25 Years Later \| Das Album stieg bereits im Oktober 2019 auf Platz zwei der deutschen Albumcharts ein. Erst durch die Veröffentlichung der Live-Edition konnten die Kellys die Spitzenposition erreichen. \| \| 17. April 2020 – 23. April 2020 1 Woche \| 1 \| Nightwish \| Human. :II: Nature. \| Die finnische Symphonic-Metal-Band erreicht zum ersten Mal seit knapp 13 Jahren wieder die Spitze der deutschen Albumcharts. Es ist bereits das dritte Nummer-eins-Album der Band. \| \| 24. April 2020 – 30. April 2020 1 Woche \| 1 \| Samra \| Jibrail & Iblis \| – \| \| 1. Mai 2020 – 7. Mai 2020 1 Woche \| 1 \| Ufo361 \| Rich Rich \| – \| \| 8. Mai 2020 – 14. Mai 2020 1 Woche \| 1 \| Frei.Wild \| Corona Quarantäne Tape \| Obwohl das Album zunächst lediglich digital veröffentlicht worden ist und ursprünglich Platz drei belegt hat, schafft das Corona Quarantäne Tape nach der physischen Veröffentlichung den Sprung an die Chartspitze. Für die Deutschrockband ist es das sechste Nummer-eins-Album.[5] \| \| 15. Mai 2020 – 21. Mai 2020 1 Woche \| 1 \| In Extremo \| Kompass zur Sonne \| – \| \| 22. Mai 2020 – 28. Mai 2020 1 Woche \| 1 \| Ben Zucker \| Wer sagt das?! \| Bereits im Juni 2019 erreichte das Album nach Erstveröffentlichung Platz drei und kann aufgrund der Veröffentlichung von Wer sagt das?! Zugabe! knapp ein Jahr später erstmals auf die Spitze der deutschen Albumcharts steigen. Für den Musiker ist es die erste Nummer-eins-Platzierung überhaupt. \| \| 29. Mai 2020 – 4. Juni 2020 1 Woche (insgesamt 2) \| 2 \| (Verschiedene Interpreten) \| Sing meinen Song – Das Tauschkonzert, Vol. 7 \| – \| \| 5. Juni 2020 – 11. Juni 2020 1 Woche (insgesamt 3) \| 3 \| Fynn Kliemann \| Pop \| – \| \| 12. Juni 2020 – 25. Juni 2020 2 Wochen \| 2 \| Thomas Anders & Florian Silbereisen \| Das Album \| Nachdem Anders und Silbereisen bereits mit ihren Bandprojekten Modern Talking beziehungsweise Klubbb3 die Chartspitze erklommen haben, erreichen sie erstmals als Solointerpreten Platz eins. \| \| 26. Juni 2020 – 2. Juli 2020 1 Woche \| 1 \| Bob Dylan \| Rough and Rowdy Ways \| Mit seinem 39. Studioalbum und 58 Jahre nach seinem Karrierebeginn erreicht der US-amerikanische Song-Poet erstmals die Spitze der deutschen Albumcharts. Zuvor war er bereits 55 Mal in den Top 100 und 14 Mal in den Top 10 der Albumcharts platziert. \| \| 3. Juli 2020 – 9. Juli 2020 1 Woche \| 1 \| Depeche Mode \| Spirits in the Forest \| – \| \| 10. Juli 2020 – 17. Juli 2020 1 Woche (insgesamt 2) \| 2 \| Verschiedene Interpreten \| Sing meinen Song – Das Tauschkonzert, Vol. 7 \| – \| \| 17. Juli 2020 – 23. Juli 2020 1 Woche \| 1 \| Die Amigos \| Tausend Träume \| – \| \| 24. Juli 2020 – 30. Juli 2020 1 Woche (insgesamt 3) \| 3 \| Fynn Kliemann \| Pop \| Das Album sorgt für einen kuriosen Chartverlauf: Nach Platz 1 im Juni war es bereits bis auf Platz 65 gefallen, springt dann erneut auf Platz 1, nur um in der Woche darauf auf Platz 94 abzustürzen. Das ist der tiefste Fall von Platz eins in der Chartgeschichte und übertrifft Helene Fischers Negativrekord, die mit ihrem Album Weihnachten am 6. Januar 2017 von Platz eins auf Platz 73 der Albumcharts gefallen ist. \| \| 31. Juli 2020 – 6. August 2020 1 Woche \| 1 \| Fantasy \| 10.000 bunte Luftballons \| – \| \| 7. August 2020 – 13. August 2020 1 Woche \| 1 \| Apache 207 \| Treppenhaus \| Mit seinem Debütalbum erreicht der Rapper erstmals die Spitze der deutschen Albumcharts. \| \| 14. August 2020 – 20. August 2020 1 Woche \| 1 \| Deep Purple \| Whoosh! \| Mit ihrem 21. Studioalbum erzielen die britischen Rock-Urgesteine ihr neuntes Nummer-eins-Album in den deutschen Albumcharts. \| \| 21. August 2020 – 27. August 2020 1 Woche (insgesamt 3) \| 3 \| Fynn Kliemann \| Pop \| Fynn Kliemann setzt den kuriosen Chartverlauf fort: Es war bereits aus den Charts gefallen, kehrt für eine Woche auf Platz 1 zurück und fällt danach erneut aus den Charts. Damit bricht er den von ihm selbst aufgestellten Negativrekord vom 31. Juli. Am 18. September war das Album danach noch ein letztes Mal in den Charts und kam auf Platz 2. \| \| 28. August 2020 – 3. September 2020 1 Woche \| 1 \| AK Ausserkontrolle \| A.S.S.N. 2 \| Mit seinem vierten Studioalbum erreicht der Rapper erstmals die Spitze der Albumcharts. \| \| 4. September 2020 – 17. September 2020 2 Wochen \| 2 \| Metallica & San Francisco Symphony \| S&M2 \| – \| \| 18. September 2020 – 24. September 2020 1 Woche \| 1 \| Bonez MC \| Hollywood \| Bonez MC erreicht hiermit zum vierten Mal die Chartspitze der Albumcharts. Es ist sein erstes Soloalbum, das Platz 1 erreicht, zuvor platzierte er sich bereits mit drei Kollaboalben ganz oben. \| \| 25. September 2020 – 1. Oktober 2020 1 Woche \| 1 \| Capital Bra \| CB7 \| – \| \| 2. Oktober 2020 – 8. Oktober 2020 1 Woche \| 1 \| Kontra K \| Vollmond \| – \| \| 9. Oktober 2020 – 15. Oktober 2020 1 Woche \| 1 \| Ufo361 & Sonus030 \| Nur für Dich \| – \| \| 16. Oktober 2020 – 22. Oktober 2020 1 Woche \| 1 \| Saltatio Mortis \| Für immer frei \| – \| \| 23. Oktober 2020 – 29. Oktober 2020 1 Woche \| 1 \| Christopher von Deylen \| Colors \| – \| \| 30. Oktober 2020 – 5. November 2020 1 Woche (insgesamt 2) \| 2 \| Die Ärzte \| Hell \| Mit ihrem 14. Studioalbum hat die Rockgruppe ihr zehntes Nummer-eins-Album. \| \| 6. November 2020 – 12. November 2020 1 Woche \| 1 \| Bonez MC \| Hollywood Uncut \| Mit dem Album schafft es Bonez MC zum insgesamt fünften Mal die Chartspitze der Albumcharts. \| \| 13. November 2020 – 19. November 2020 1 Woche (insgesamt 2) \| 2 \| Die Ärzte \| Hell \| – \| \| 20. November 2020 – 17. Dezember 2020 4 Wochen (insgesamt 5) \| 5 \| AC/DC \| Power Up \| Mit fast 160.000 verkauften Einheiten in der ersten Woche legt die australische Rockband die stärkste Startwoche des Jahres hin.[6] \| \| 18. Dezember 2020 – 24. Dezember 2020 1 Woche (insgesamt 2) \| 2 \| Helene Fischer \| Die Helene Fischer Show – Meine schönsten Momente (Vol. 1) \| – \| \| 25. Dezember 2020 – 31. Dezember 2020 1 Woche \| 1 \| Paul McCartney \| McCartney III \| – \| \| 1. Januar 2021 – 7. Januar 2021 1 Woche (insgesamt 2) \| 2 \| Helene Fischer \| Die Helene Fischer Show – Meine schönsten Momente (Vol. 1) \| – \| |                                            |                                            |                                                            | |
| ← 2019 |                                            |                                            |                                                            | → 2021 → |
| Zeitraum | Wo. ges.                                   | Interpret                                  | Titel                                                      | Zusätzliche Informationen |
| (Zeitraum, Wochen auf Platz eins, Interpret, Titel, zusätzliche Informationen) |                                            |                                            |                                                            | |
| 27. Dezember 2019 – 2. Januar 2020 1 Woche | 1                                          | Bushido & Animus                           | Carlo Cokxxx Nutten 4                                      | Für Bushido ist es das zehnte Nummer-eins-Album, womit er seinen Vorsprung als Rapper mit den meisten Alben an der Spitze der deutschen Charts ausbaut. |
| 3. Januar 2020 – 9. Januar 2020 1 Woche (insgesamt 2) | 2                                          | Sarah Connor                               | Herz Kraft Werke                                           | – |
| 10. Januar 2020 – 16. Januar 2020 1 Woche | 1                                          | Daniela Alfinito                           | Liebes-Tattoo                                              | Genau ein Jahr nach ihrem ersten Sprung auf Platz eins feiert die Schlagersängerin ihren zweiten Nummer-eins-Erfolg in den deutschen Albumcharts. |
| 17. Januar 2020 – 23. Januar 2020 1 Woche (insgesamt 2) | 2                                          | RAF Camora                                 | Zenit                                                      | Nach der Veröffentlichung einer erweiterten Version von Zenit unter dem Titel Zenit RR erreicht das Album erneut die Chartspitze. |
| 24. Januar 2020 – 30. Januar 2020 1 Woche | 1                                          | Katja Krasavice                            | Boss Bitch                                                 | Zeitgleich mit der Single Kein Wort von Juju und Loredana führen in dieser Woche weibliche Rap-Künstlerinnen beide Chartlisten an. Diese Konstellation gab es schon einmal in der Chartwoche vom 5. Mai 1997 mit Sabrina Setlur und der Single Du liebst mich nicht und Tic Tac Toe mit dem Album Klappe die 2te. |
| 31. Januar 2020 – 6. Februar 2020 1 Woche | 1                                          | Mono Inc.                                  | The Book of Fire                                           | – |
| 7. Februar 2020 – 13. Februar 2020 1 Woche | 1                                          | Tarek K.I.Z                                | Golem                                                      | – |
| 14. Februar 2020 – 20. Februar 2020 1 Woche | 1                                          | Die Amigos                                 | 50 Jahre: Unsere Schlager von damals                       | – |
| 21. Februar 2020 – 27. Februar 2020 1 Woche | 1                                          | Gzuz                                       | Gzuz                                                       | – |
| 28. Februar 2020 – 5. März 2020 1 Woche | 1                                          | BTS                                        | Map of the Soul: 7                                         | Mit Map of the Soul: 7 erreicht zum ersten Mal eine asiatische Popband Platz eins in Deutschland. |
| 6. März 2020 – 19. März 2020 2 Wochen | 2                                          | Böhse Onkelz                               | Böhse Onkelz                                               | Mit dem Album erreicht die Gruppe zum insgesamt elften Mal die Spitze der deutschen Albumcharts, wodurch sie die Hard-Rock-Band mit den meisten Nummer-eins-Alben in Deutschland ist. |
| 20. März 2020 – 26. März 2020 1 Woche | 1                                          | Marianne Rosenberg                         | Im Namen der Liebe                                         | In ihrer über 50-jährigen Karriere erreicht die Sängerin ihre erste Platz-eins- und Top-10-Platzierung in den deutschen Albumcharts. |
| 27. März 2020 – 2. April 2020 1 Woche | 1                                          | Heaven Shall Burn                          | Of Truth and Sacrifice                                     | Nach drei Alben mit Top-10-Platzierung erreichen Heaven Shall Burn mit Of Truth and Sacrifice erstmals Platz eins in den deutschen Albumcharts. |
| 3. April 2020 – 9. April 2020 1 Woche | 1                                          | Fler                                       | Atlantis                                                   | Für den Rapper ist es das insgesamt fünfte Nummer-eins-Album. |
| 10. April 2020 – 16. April 2020 1 Woche | 1                                          | The Kelly Family                           | 25 Years Later                                             | Das Album stieg bereits im Oktober 2019 auf Platz zwei der deutschen Albumcharts ein. Erst durch die Veröffentlichung der Live-Edition konnten die Kellys die Spitzenposition erreichen. |
| 17. April 2020 – 23. April 2020 1 Woche | 1                                          | Nightwish                                  | Human. :II: Nature.                                        | Die finnische Symphonic-Metal-Band erreicht zum ersten Mal seit knapp 13 Jahren wieder die Spitze der deutschen Albumcharts. Es ist bereits das dritte Nummer-eins-Album der Band. |
| 24. April 2020 – 30. April 2020 1 Woche | 1                                          | Samra                                      | Jibrail & Iblis                                            | – |
| 1. Mai 2020 – 7. Mai 2020 1 Woche | 1                                          | Ufo361                                     | Rich Rich                                                  | – |
| 8. Mai 2020 – 14. Mai 2020 1 Woche | 1                                          | Frei.Wild                                  | Corona Quarantäne Tape                                     | Obwohl das Album zunächst lediglich digital veröffentlicht worden ist und ursprünglich Platz drei belegt hat, schafft das Corona Quarantäne Tape nach der physischen Veröffentlichung den Sprung an die Chartspitze. Für die Deutschrockband ist es das sechste Nummer-eins-Album. |
| 15. Mai 2020 – 21. Mai 2020 1 Woche | 1                                          | In Extremo                                 | Kompass zur Sonne                                          | – |
| 22. Mai 2020 – 28. Mai 2020 1 Woche | 1                                          | Ben Zucker                                 | Wer sagt das?!                                             | Bereits im Juni 2019 erreichte das Album nach Erstveröffentlichung Platz drei und kann aufgrund der Veröffentlichung von Wer sagt das?! Zugabe! knapp ein Jahr später erstmals auf die Spitze der deutschen Albumcharts steigen. Für den Musiker ist es die erste Nummer-eins-Platzierung überhaupt. |
| 29. Mai 2020 – 4. Juni 2020 1 Woche (insgesamt 2) | 2                                          | (Verschiedene Interpreten)                 | Sing meinen Song – Das Tauschkonzert, Vol. 7               | – |
| 5. Juni 2020 – 11. Juni 2020 1 Woche (insgesamt 3) | 3                                          | Fynn Kliemann                              | Pop                                                        | – |
| 12. Juni 2020 – 25. Juni 2020 2 Wochen | 2                                          | Thomas Anders & Florian Silbereisen        | Das Album                                                  | Nachdem Anders und Silbereisen bereits mit ihren Bandprojekten Modern Talking beziehungsweise Klubbb3 die Chartspitze erklommen haben, erreichen sie erstmals als Solointerpreten Platz eins. |
| 26. Juni 2020 – 2. Juli 2020 1 Woche | 1                                          | Bob Dylan                                  | Rough and Rowdy Ways                                       | Mit seinem 39. Studioalbum und 58 Jahre nach seinem Karrierebeginn erreicht der US-amerikanische Song-Poet erstmals die Spitze der deutschen Albumcharts. Zuvor war er bereits 55 Mal in den Top 100 und 14 Mal in den Top 10 der Albumcharts platziert. |
| 3. Juli 2020 – 9. Juli 2020 1 Woche | 1                                          | Depeche Mode                               | Spirits in the Forest                                      | – |
| 10. Juli 2020 – 17. Juli 2020 1 Woche (insgesamt 2) | 2                                          | Verschiedene Interpreten                   | Sing meinen Song – Das Tauschkonzert, Vol. 7               | – |
| 17. Juli 2020 – 23. Juli 2020 1 Woche | 1                                          | Die Amigos                                 | Tausend Träume                                             | – |
| 24. Juli 2020 – 30. Juli 2020 1 Woche (insgesamt 3) | 3                                          | Fynn Kliemann                              | Pop                                                        | Das Album sorgt für einen kuriosen Chartverlauf: Nach Platz 1 im Juni war es bereits bis auf Platz 65 gefallen, springt dann erneut auf Platz 1, nur um in der Woche darauf auf Platz 94 abzustürzen. Das ist der tiefste Fall von Platz eins in der Chartgeschichte und übertrifft Helene Fischers Negativrekord, die mit ihrem Album Weihnachten am 6. Januar 2017 von Platz eins auf Platz 73 der Albumcharts gefallen ist. |
| 31. Juli 2020 – 6. August 2020 1 Woche | 1                                          | Fantasy                                    | 10.000 bunte Luftballons                                   | – |
| 7. August 2020 – 13. August 2020 1 Woche | 1                                          | Apache 207                                 | Treppenhaus                                                | Mit seinem Debütalbum erreicht der Rapper erstmals die Spitze der deutschen Albumcharts. |
| 14. August 2020 – 20. August 2020 1 Woche | 1                                          | Deep Purple                                | Whoosh!                                                    | Mit ihrem 21. Studioalbum erzielen die britischen Rock-Urgesteine ihr neuntes Nummer-eins-Album in den deutschen Albumcharts. |
| 21. August 2020 – 27. August 2020 1 Woche (insgesamt 3) | 3                                          | Fynn Kliemann                              | Pop                                                        | Fynn Kliemann setzt den kuriosen Chartverlauf fort: Es war bereits aus den Charts gefallen, kehrt für eine Woche auf Platz 1 zurück und fällt danach erneut aus den Charts. Damit bricht er den von ihm selbst aufgestellten Negativrekord vom 31. Juli. Am 18. September war das Album danach noch ein letztes Mal in den Charts und kam auf Platz 2.                                                                         |
| 28. August 2020 – 3. September 2020 1 Woche | 1                                          | AK Ausserkontrolle                         | A.S.S.N. 2                                                 | Mit seinem vierten Studioalbum erreicht der Rapper erstmals die Spitze der Albumcharts. |
| 4. September 2020 – 17. September 2020 2 Wochen | 2                                          | Metallica & San Francisco Symphony         | S&M2                                                       | – |
| 18. September 2020 – 24. September 2020 1 Woche | 1                                          | Bonez MC                                   | Hollywood                                                  | Bonez MC erreicht hiermit zum vierten Mal die Chartspitze der Albumcharts. Es ist sein erstes Soloalbum, das Platz 1 erreicht, zuvor platzierte er sich bereits mit drei Kollaboalben ganz oben. |
| 25. September 2020 – 1. Oktober 2020 1 Woche | 1                                          | Capital Bra                                | CB7                                                        | – |
| 2. Oktober 2020 – 8. Oktober 2020 1 Woche | 1                                          | Kontra K                                   | Vollmond                                                   | – |
| 9. Oktober 2020 – 15. Oktober 2020 1 Woche | 1                                          | Ufo361 & Sonus030                          | Nur für Dich                                               | – |
| 16. Oktober 2020 – 22. Oktober 2020 1 Woche | 1                                          | Saltatio Mortis                            | Für immer frei                                             | – |
| 23. Oktober 2020 – 29. Oktober 2020 1 Woche | 1                                          | Christopher von Deylen                     | Colors                                                     | – |
| 30. Oktober 2020 – 5. November 2020 1 Woche (insgesamt 2) | 2                                          | Die Ärzte                                  | Hell                                                       | Mit ihrem 14. Studioalbum hat die Rockgruppe ihr zehntes Nummer-eins-Album. |
| 6. November 2020 – 12. November 2020 1 Woche | 1                                          | Bonez MC                                   | Hollywood Uncut                                            | Mit dem Album schafft es Bonez MC zum insgesamt fünften Mal die Chartspitze der Albumcharts. |
| 13. November 2020 – 19. November 2020 1 Woche (insgesamt 2) | 2                                          | Die Ärzte                                  | Hell                                                       | – |
| 20. November 2020 – 17. Dezember 2020 4 Wochen (insgesamt 5) | 5                                          | AC/DC                                      | Power Up                                                   | Mit fast 160.000 verkauften Einheiten in der ersten Woche legt die australische Rockband die stärkste Startwoche des Jahres hin. |
| 18. Dezember 2020 – 24. Dezember 2020 1 Woche (insgesamt 2) | 2                                          | Helene Fischer                             | Die Helene Fischer Show – Meine schönsten Momente (Vol. 1) | – |
| 25. Dezember 2020 – 31. Dezember 2020 1 Woche | 1                                          | Paul McCartney                             | McCartney III                                              | – |
| 1. Januar 2021 – 7. Januar 2021 1 Woche (insgesamt 2) | 2                                          | Helene Fischer                             | Die Helene Fischer Show – Meine schönsten Momente (Vol. 1) | – |

## Jahreshitparaden
Die erfolgreichste Single des Jahres war Blinding Lights von The Weeknd, das erfolgreichste Album Power Up von AC/DC. Mit letztgenanntem belegte zum ersten Mal seit 2011 wieder ein Album eines internationalen Interpreten den ersten Platz der Jahreshitparade.
| ← 2019 ← | Liste der Jahres-Nummer-eins-Hits in Deutschland | Liste der Jahres-Nummer-eins-Hits in Deutschland                      | Liste der Jahres-Nummer-eins-Hits in Deutschland | 2021 →   |
| \| Singles \| Position# \| Alben \| \| ----------------------------------------------------------------------------------------------------------------------------------------------------- \| --------- \| --------------------------------------------------------------------- \| \| Blinding Lights The Weeknd Ahmad Balshe, Oscar Thomas Holter, Martin Karl Sandberg, Jason Matthew Quenneville, Abel Tesfaye \| 1 \| Power Up AC/DC \| \| Dance Monkey Tones and I Toni Watson \| 2 \| Böhse Onkelz \| \| Roller Apache 207 Luís-Florentino Cruz, Jennifer Atswei Akpor Allendörfer; Text: Volkan Yaman \| 3 \| Herz Kraft Werke Sarah Connor \| \| Roses (Imanbek Remix) Saint Jhn Steven Gregory Drozd, Michael Lee Ivins, Wayne Michael Coyne, Carlos St. John Phillips, Lee Stashenko \| 4 \| Hell Die Ärzte \| \| Breaking Me Topic feat. A7S Molly Irvine, René Müller, Tobias Topic, Alexander Michael Tidebrink Stomberg \| 5 \| Sing meinen Song – Das Tauschkonzert, Vol. 7 Verschiedene Interpreten \| \| Emotions Ufo361 Musik: David Kraft, Tim Wilke, Ufuk Bayrakter, Sonu Lal; Text: Ufuk Bayrakter \| 6 \| Pop Fynn Kliemann \| \| Savage Love (Laxed – Siren Beat) Jawsh 685 & Jason Derulo Jacob Kasher Hindlin, Jason Joel Desrouleaux, Philippe Henri Greiss, Joshua Christian Nanai \| 7 \| S&M2 Metallica \| \| Rockstar DaBaby feat. Roddy Ricch Jonathan Lyndale Kirk, Rodrick D. Moore, Ross Joseph Portaro IV \| 8 \| Ich muss dir was sagen Kerstin Ott \| \| Ride It Regard Quentin Michel Volant, Alan Sampson, Jay Sean \| 9 \| Das Album Thomas Anders & Florian Silbereisen \| \| Fame Apache 207 Musik: Jennifer Atswei Akpor Allendörfer, Luís-Florentino Cruz; Text: Volkan Yaman \| 10 \| Hollywood Bonez MC \| |                                                  |                                                                       |                                                  |          |
| ← 2019 |                                                  |                                                                       |                                                  | → 2021 → |
| Singles | Position#                                        | Alben                                                                 |                                                  |          |
| Blinding Lights The Weeknd Ahmad Balshe, Oscar Thomas Holter, Martin Karl Sandberg, Jason Matthew Quenneville, Abel Tesfaye | 1                                                | Power Up AC/DC                                                        |                                                  |          |
| Dance Monkey Tones and I Toni Watson | 2                                                | Böhse Onkelz                                                          |                                                  |          |
| Roller Apache 207 Luís-Florentino Cruz, Jennifer Atswei Akpor Allendörfer; Text: Volkan Yaman | 3                                                | Herz Kraft Werke Sarah Connor                                         |                                                  |          |
| Roses (Imanbek Remix) Saint Jhn Steven Gregory Drozd, Michael Lee Ivins, Wayne Michael Coyne, Carlos St. John Phillips, Lee Stashenko | 4                                                | Hell Die Ärzte                                                        |                                                  |          |
| Breaking Me Topic feat. A7S Molly Irvine, René Müller, Tobias Topic, Alexander Michael Tidebrink Stomberg | 5                                                | Sing meinen Song – Das Tauschkonzert, Vol. 7 Verschiedene Interpreten |                                                  |          |
| Emotions Ufo361 Musik: David Kraft, Tim Wilke, Ufuk Bayrakter, Sonu Lal; Text: Ufuk Bayrakter | 6                                                | Pop Fynn Kliemann                                                     |                                                  |          |
| Savage Love (Laxed – Siren Beat) Jawsh 685 & Jason Derulo Jacob Kasher Hindlin, Jason Joel Desrouleaux, Philippe Henri Greiss, Joshua Christian Nanai | 7                                                | S&M2 Metallica                                                        |                                                  |          |
| Rockstar DaBaby feat. Roddy Ricch Jonathan Lyndale Kirk, Rodrick D. Moore, Ross Joseph Portaro IV | 8                                                | Ich muss dir was sagen Kerstin Ott                                    |                                                  |          |
| Ride It Regard Quentin Michel Volant, Alan Sampson, Jay Sean | 9                                                | Das Album Thomas Anders & Florian Silbereisen                         |                                                  |          |
| Fame Apache 207 Musik: Jennifer Atswei Akpor Allendörfer, Luís-Florentino Cruz; Text: Volkan Yaman | 10                                               | Hollywood Bonez MC                                                    |                                                  |          |